# Penthophera
Penthophera is een geslacht van vlinders uit de familie van de spinneruilen (Erebidae) en de onderfamilie Lymantriinae.

## Soorten
- Penthophera lutea (Boisduval, 1847)
- Penthophera morio (Linnaeus, 1767)
- Penthophera subfusca (Boisduval, 1847)